# Пролив
Проли́в — водное пространство, расположенное между двумя участками суши и соединяющее смежные водные бассейны или их части.

## Характеристики проливов
Проливы характеризуются длиной, наименьшей и наибольшей шириной и глубиной. Также указывается направление и скорость течения. Для судоходных проливов составлены лоции.
Самый длинный пролив на Земле — Мозамбикский пролив, длина 1760 км, самый широкий и глубокий — пролив Дрейка, ширина 950 км, глубина 5840 м.

## Классификация проливов

### Проливы по бассейну океана
- Проливы, находящиеся в бассейне одного океана (например, Дарданеллы, Цугару).
- Проливы, соединяющие бассейны двух океанов (Берингов, Дрейка, Торресов).

### Проливы по континентам
- Проливы, отделяющие две части одного континента друг от друга (Скагеррак, Ормузский).
- Проливы, отделяющие от континента прилегающий остров (Па-де-Кале, Цусима (Корейский), Магелланов)
- Проливы, разделяющие два острова (Бонифачо, Сунда).
- Проливы, разделяющие два разных континента (Гибралтар, Берингов, Баб-эль-Мандебский).

### По международно-правовому статусу
- Проливы, используемые для международного судоходства, соединяющие части открытого моря или исключительной экономической зоны. Суда и летательные аппараты всех государств пользуются правом транзитного прохода через такие проливы (Сингапурский пролив, Баб-эль-Мандебский пролив).
- Проливы, используемые для международного судоходства, соединяющие части открытого моря или исключительной экономической зоны и территориальное море государств (пролив Хуан-де-Фука, Канада и США). В таких проливах иностранные суда пользуются правом мирного прохода.
- Проливы, используемые для международного судоходства, режим прохода через которые полностью или частично регулируется давно принятыми действующими международными конвенциями (Босфор, Турция, Конвенция Монтрё о статусе проливов).